# 苦河站
苦河站是一个陇海线上的铁路车站，位于甘肃省定西市安定区巉口乡苦河，建于1958年，目前为五等站，邮政编码为743022。目前不办理客、货运营业。